# Орахелашвілі Мераб Мамійович
Мераб Мамійович Орахелашвілі (1910—1972) — спеціаліст з енергетичного обладнання, професор, декан факультету «Енергомашинобудування» (1963—1972) Московського енергетичного інституту. Лауреат Сталінської премії.

## Біографія
Мераб Мамійович Орахелашвілі народився 10 (23 за новим стилем) березня 1910 року в дворянській родині військового лікаря та професійного революціонера Івана Дмитровича Орахелашвілі (1881—1937) та Маріам Платонівни Орахелашвілі (Мікеладзе) у фортеці Чатли (Чеплі-Тепе) Ак-Атабаєвського товариства Чишкилярського приставства Туркестанського генерал-губернаторства. Цієї фортеці більше не існує, а населений пункт Чатлі (Çetli) входить у генгешлик Ак-Яйла (Akýaýla geňeşligi) Балканського велаяту в Туркменістані.
На дитячі роки Мераба припало багато переїздів, часте відсутність батька, поліцейський нагляд та обшуки. Влітку 1920 уряд Грузинської демократичної республіки провів масові арешти більшовиків. У місті Кутаїсі була заарештована Марія Орахелашвілі, а Мамія Орахелашвілі за рішенням Кавбюро РКП(б) перебував на нелегальному становищі і давно був відсутній. 10-річний Мераб Орахелашвілі з 6-річною сестрою Кетеван, залишилися самі, оскільки влада не дозволила нікому із родичів жити з ними разом. Посол РРФСР у Тбілісі, Сергій Миронович Кіров, дізнавшись про тяжке становище дітей, зробив необхідні дипломатичні кроки і домігся можливості забрати їх до себе.
Після встановлення у лютому 1921 року у Закавказзі Радянської влади Мамия Орахелашвілі став Головою Раднаркому ЗСФСР, а Марія — наркомом освіти ЗСФСР. У будинку батьків бували видатні тогочасні політичні і культурні діячі — Серго Орджонікідзе, Михайло Кольцов, Максим Горький, Сергій Єсенін, Володимир Маяковський та інші.
У 1925 році Мераб Орахелашвілі закінчив середню школу і вступив на курси іноземних мов, тому що в інститут на той час брали тільки з 16 років. Через рік поступив в Московський механіко-машинобудівний інститут ім. Н. Е. Баумана (нині Московський державний технічний університет імені М. Е. Баумана) і в 1933 році закінчив його. У роки навчання в інституті, незважаючи на високе становище батьків, змушений був підробляти креслярем, підсобним робітником, слюсарем з ремонту обладнання на шоколадній фабриці.
Після закінчення ВНЗ працював у конструкторському бюро Третього державного насосно-турбінного заводу імені М. І. Калініна. У 1935 році від заводу з групою інженерів був направлений до США вивчити досвід зарубіжних підприємств. В Америці фахівці провели чотири місяці на великих американських гідротурбінних і насосних заводах. За результатами поїздки на заводі було ухвалено рішення про зміну номенклатури насосного заводу, у КБ заводу було розроблено для виготовлення нові конструкції насосів.
У 1937 році батьки Мераба Орахелашвілі юули засуджені трійкою НКВС до розстрілу, сестру в 1938 році засуджено як членкиню родини ворога народу до ув'язнення у виправно-трудових таборах, а її чоловіка, головного диригента Тбіліського театру Опери і Балету Євгена Мікеладзе розстріляли. Мераб Орахелашвілі був відправлений із Москви на Мелітопольський насосно-компресорний завод.
З початком Великої Вітчизняної війни М. М. Орахелашвілі із заводом був евакуйований до міста КатайськЧелябінської області (нині в Курганській області). Спроєктував вагранку Катайського насосного заводу. 1943 року його відкликали до Москви на роботу в нове Центральне конструкторське бюро Гідромашинобудування, завданням якого було виробництво малих гідротурбін. Колективом конструкторського бюро з участю Орахелашвілі було розроблено номенклатуру таких виробів та освоєно випуск, за що колектив був відзначений Державною премією СРСР. Після війни у Центральному конструкторському бюро створювали потужні ГЕС.
У 1954 році перейшов на роботу до Московського енергетичного інституту, де працював на посадах доцента кафедри, потім декана Енергомашинобудівного факультету (1963—1972). Одночасно працював у Міністерстві Енергетики СРСР. Займався експертизою та прийманням в експлуатацію ГЕС. Серед них були Красноярська, Вілюйська, Плавінська ГЕС та інші.
Як вчений, Орахелашвілі є автором близько 100 наукових робіт, був нагороджений орденом та медалями.
Помер 11 липня 1972 року в Москві. Похований на Востряковском кладовищі, нині район Тропарьово-Нікуліно Західного адміністративного округу Москви.

## Нагороди
- Сталінська премія, 1948 — за розробку енергетичного обладнання для малих ГЕС.
- Орден Трудового Червоного Прапора
- Орден «Знак Пошани»

## Праці
- Монографія «Зносостійкість реактивних гідротурбін» (Износостойкость реактивных гидротурбин).
- Полное использование свойств поворотно-лопастной гидротурбины при сниженных напорах. (Повне використання властивостей поворотно-лопатевої гідротурбіни при знижених тисках.) М. Орахелашвили.- Москва:, 1958. 21 с.

## Родина
- Батько, Іван (Мамія, Маміа) Дмитрович Орахелашвілі (1881—1937), відповідальний секретар Центрального Комітету Комуністичної партії Грузії (1920—1922), розстріляний в ході сталінських репресій
- Мати, Маріам Платонівна Орахелашвілі[ru] (уроджена княжна Мікеладзе, 1887—1937), міністерка освіти Грузинської РСР, розстріляна в ході сталінських репресій
  - Сестра Катеван Маміївна Орахелашвілі-Мікеладзе (1914 — після 1978). Її син Вахтанг Євгенович Мікеладзе[ru] (нар. 1937) став режисером документального кіно.
- Дружина, Мері Іванівна[ru] (уроджена Карасьова, 1910—1991) — баскетболістка
  - Син, Баграт Мерабович Орахелашвілі, кандидат технічних наук, доцент.